# Axel Mohamed Bakayoko
Axel Mohamed Bakayoko (Parijs, 6 januari 1998) is een Frans voetballer die bij voorkeur als vleugelspeler speelt. Hij stroomde in 2016 door vanuit de jeugd van Internazionale.

## Clubcarrière
Bakayoko is afkomstig uit de jeugdacademie van Internazionale. Op 8 december 2016 debuteerde hij in het eerste elftal in de UEFA Europa League tegen Sparta Praag. Hij mocht van coach Stefano Pioli na 80 minuten invallen voor mede-debutant Andrea Pinamonti. Inter won de thuiswedstrijd met 2–1 na een laat doelpunt van Éder.

## Clubstatistieken
| Seizoen     | Club           | Competitie        | Competitie | Competitie | Competitie | Beker | Beker | Beker | Europa | Europa | Europa | Totaal | Totaal | Totaal |
| Seizoen     | Club           | Competitie        | Wed.       | Dlp.       | Ass.       | Wed.  | Dlp.  | Ass.  | Wed.   | Dlp.   | Ass.   | Wed.   | Dlp.   | Ass.   |
| ----------- | -------------- | ----------------- | ---------- | ---------- | ---------- | ----- | ----- | ----- | ------ | ------ | ------ | ------ | ------ | ------ |
| 2016/17     | Internazionale | Serie A           | 0          | 0          | 0          | 0     | 0     | 0     | 1      | 0      | 0      | 1      | 0      | 0      |
| Club Totaal | Club Totaal    | Club Totaal       | 0          | 0          | 0          | 0     | 0     | 0     | 1      | 0      | 0      | 1      | 0      | 0      |
| 2017/18     | → FC Sochaux   | Ligue 2           | 17         | 1          | 1          | 2     | 0     | 0     | —      | —      | —      | 19     | 1      | 1      |
| Club Totaal | Club Totaal    | Club Totaal       | 17         | 1          | 1          | 2     | 0     | 0     | 0      | 0      | 0      | 19     | 1      | 1      |
| 2018/19     | → St. Gallen   | Super League      | 31         | 4          | 3          | 3     | 0     | 0     | —      | —      | —      | 34     | 4      | 3      |
| 2019/20     | → St. Gallen   | Super League      | 23         | 0          | 2          | 0     | 0     | 0     | —      | —      | —      | 23     | 0      | 2      |
| Club Totaal | Club Totaal    | Club Totaal       | 54         | 4          | 5          | 3     | 0     | 0     | 0      | 0      | 0      | 57     | 4      | 5      |
| 2020/21     | Rode Ster      | Super Liga Srbije | 2          | 0          | 0          | 1     | 0     | 0     | 1      | 0      | 0      | 4      | 0      | 0      |
| 2021/22     | Rode Ster      | Super Liga Srbije | 3          | 0          | 0          | 0     | 0     | 0     | 1      | 0      | 0      | 4      | 0      | 0      |
| Club Totaal | Club Totaal    | Club Totaal       | 5          | 0          | 0          | 1     | 0     | 0     | 2      | 0      | 0      | 8      | 0      | 0      |
| TOTAAL      | TOTAAL         | TOTAAL            | 76         | 5          | 6          | 6     | 0     | 0     | 3      | 0      | 0      | 85     | 5      | 6      |

Laatst bijgewerkt op 6 juni 2022.